# Sophus Hansen
Sophus Peter Hansen (Copenhague, 16 de novembro de 1889 - 19 de fevereiro de 1962) foi um futebolista dinamarquês, medalhista olímpico.
Sophus Hansen competiu nos Jogos Olímpicos de Verão de 1912 em Estocolmo. Ele ganhou a medalha de prata.